# Ricardo Sánchez (hockey sobre hierba)
Ricardo Sánchez Herrero   (nacido el 4 de diciembre de 1992) es un jugador de hockey sobre hierba español.

## Carrera internacional
Es medalla de plata en el Campeonato Europeo de Hockey sobre Hierba Masculino de 2019 disputado en Bélgica.
En julio de 2021 es seleccionado para representar a España en los JJOO de Tokio.

## Participaciones en Juegos Olímpicos
- Tokio 2020, octavo puesto.